# Попов, Александр Фёдорович (Герой Советского Союза)
Алекса́ндр Фёдорович Попо́в (14 [27] сентября 1916, дер. Глинный Мыс, Вологодская губерния — 20 января 1985, Жуковский, Московская область) — советский офицер, штурман авиации, Герой Советского Союза (1946).

## Биография

Могила А. Ф. Попова на Быковском кладбище Жуковского.

Родился в деревне Глинный Мыс (ныне — Архангельской области) в семье крестьянина. Окончив техникум связи в Архангельске, работал радиотехником в посёлке Вача Горьковской области.
С 1937 года — в рядах Красной Армии; участвовал в советско-финской войне 1939—1940 годов.
В 1941 году окончил Харьковскую военно-авиационную школу стрелков-бомбардиров; с октября 1941 года — в боях Великой Отечественной войны, на биплане Р-5 совершил около 20 боевых вылетов.
С 15 сентября 1942 года до конца войны бессменно летал на бомбардировщике B-25 Митчелл в экипаже А. В. Дудакова в составе 125-го бомбардировочного авиационного полка, с 1943 года — 15-й гвардейского авиационного полка дальнего действия. К окончанию войны на счету капитана А. Ф. Попова было 236 боевых (в том числе 215 — ночных) вылетов.
В 1944 году вступил в ВКП(б).
15 мая 1946 г. А. Ф. Попову присвоено звание Героя Советского Союза.
В 1952 году окончил Военно-воздушную академию, служил штурманом полка, штурманом 45-й авиационной дивизии, главным штурманом Специальной авиагруппы ВВС, испытывавшей водородную бомбу.
В 1963 году уволен в запас. Жил в Жуковском, работал ведущим инженером ЦАГИ.
Похоронен на Быковском кладбище в Жуковском.